# 安胜浩
安勝浩（韓語：안승호，藝名：Tony An（토니안），1978年6月7日—），生於韓國首爾，小學五年級移民美國，韓國著名歌手及TN Entertainment代表。
1996年，Tony An成為韓國人氣組合H.O.T.中一員，擔任副主唱并負責英文Rap。2001年H.O.T.停止活動後和組合成員張佑赫、李在元組成新團體JTL，在JTL中擔任主唱。2004年發佈個人solo專輯。2018年2月15日，與H.O.T.其餘四名成員在MBC無限挑戰六六歌3特輯中合體演出。

## 個人生活
因小時候移民美國而擁有美國永久居留權，於2001年主動放棄。2008年11月4日低調入伍，2010年9月14日順利退伍。服役期間在國防宣傳院做演藝士兵，擔任多個韓國國軍廣播節目主持人。
2013年4月，與H.O.T.隊長文熙俊、殷志源、千明勳、安信源出演綜藝節目《20世紀未少年》（未少年又可翻譯為末少年、美少年、瘋少年）第一季。同年11月，出演該節目第二季。
曾承認與Girl's Day成員惠利交往，2013年11月8日由雙方經紀公司證實因聚少離多分手。
2013年11月10至11日，安胜浩與李秀根、卓在勳、Andy、Boom、梁世炯等演藝人相繼被揭發曾參與非法線上體育博彩，遭檢方傳喚，14日，首爾中央支檢通報將正式起訴金勇萬、孔啟卓、李秀根、卓在勳、Tony An、Andy、Boom、梁世炯共計8名藝人。28日，首爾中央地方法院判處Boom、Andy罰款500萬韓元，涉案金額較少的梁世炯罰款300萬韓元，10億韓元以上的李秀根、卓在勳及4億韓元的TonyAn被不拘留起訴。12月6日，首爾中央地方法院首次公審判決其與李秀根、卓在勳罪名成立，Tony An監禁10個月、緩刑2年執行，李秀根監禁8個月、緩刑2年執行，卓在勳監禁6個月、緩刑2年執行。
2014年7月27日，於文熙俊參與主持的綜藝《WISH(Where Is My Super Hero?)》的宣傳活動結束後亮相。
2016年9月23日, 於SBS綜藝我家的熊孩子第四集起，和母親李玉珍共同出演，并因此獲得SBS演藝大獎2017年度脫口秀類優秀獎。
2017年6月10日和11日，於梨花大學三星館舉辦個人演唱會，H.O.T.成員安七炫、李在元作為嘉賓出場。
2018年10月13日和14日，與H.O.T.成員正式在首爾奧林匹克主競技場舉辦萬人售票演唱會。但由於商標權屬於SM娛樂前任理事金京旭所有，與主辦單位沒有達成授權協議，因此以「High-five Of Teenagers」為名義合體；兩天內的演出坐滿10萬席，並發表睽違五年的個人單曲《HOT KNIGHT》。
2019年9月20日-22日，與H.O.T.成員於首爾高呎巨蛋舉辦High-five Of Teenagers「 Next Message」演唱會。
2019年12月28日和29日，與李在元於世宗大學大洋廳舉辦Talk Live。

## 唱片列表

### H.O.T.時期
- 第1輯：《反對一切暴力》
- 第2輯：《狼與羊》
- 第3輯：《復甦》
- 第4輯：《孩子！》
- 第5輯：《大愛》

### JTL時期
專輯：
- 1輯：Enter The Dragon
- 1.5輯：Love Story
- 2輯：Run Away

### 個人專輯
- Digital Single：《부탁해..》/Digital Single：《Blue Sky》(2004/10/4)
- 1輯：《BELIEVE》(2004/10/14)
- Special Album：《behind the clouds》(2005/11/29)
- 2輯：《Yutzpracachia's Love》(2006/4/8)
- Special Album：《UNTOLD STORY》(2007/5/30)
- Special Single：《우두커니》(2008/4/24)
- Best Album：《安勝浩 history》(2008/11/27)
- Digital Single：《現在就去見你們》(2010/9/14)
- Digital Single：《Thank U》(2011/3/30)
- 1st Mini Album：《Top Star》(2011/4/4)
- Mini Album：《I'm Tony An》(2013/7/4)
- Digital Single：《HOT KNIGHT》(2018/10/13)

## 電視劇
- 1998年：SBS《順風婦產科》
- 2002年：MBC《New Non-Stop》
- 2004年：MBC《心跳變身》
- 2005年：MBC《再見，弗朗西斯卡》
- 2006年：tvN《Hyena》
- 2012年：tvN《請回答1997》飾演 安勝浩
- 2019年：JTBC《討厭你的方法》
- 2019年：tvn《請融化我吧》飾演 Tony An
- 2020年：JTBC《別放精神線》飾演 安鄭碩
- 2023年：ENA《Oh！英心》飾演 李友尚

## 外部連結
- 安胜浩的X（前Twitter） 
- 安胜浩的新浪微博
- TN Entertainment 官方网站 （页面存档备份，存于）